# Tycz jodłowy
Tycz jodłowy (Acanthocinus reticulatus) – gatunek chrząszcza z rodziny kózkowatych, z podrodziny Lamiinae.

## Morfologia
Przedplecze brunatnoszarawe z łagodnie wyprofilowanymi wyrostkami na bocznych krawędziach i rzędem guzków tuż za głową. Pokrywy wyraźnie ciemniejsze w tylnej części. Pokładełko długie, dobrze widoczne. Czułki dwubarwne, dłuższe od reszty ciała. Dorosłe osobniki zazwyczaj osiągają od 10 do 15 mm. 

## Występowanie
Gatunek zamieszkujący głównie tereny górzyste w środkowej części Europy, docierający na południe do Pirenejów, Alp, północnych Włoch i Rumunii, a na wschód do Ukrainy. W Polsce rzadko spotykany. Występują głównie od maja do września.